# Клаудио Балиони
Клаудио Балиони (на италиански: Claudio Baglioni, произношение) е италиански поп певец и композитор. Той се смята за един от най-големите композитори и певци в Италия и една от най-важните фигури в италианската популярна музика. Кариерата му и успехите му се простират в продължение на няколко десетилетия. Известен е най-вече с мелодичните си и силно драматични любовни балади, особено от епохата на 1970-те. Неговите творби включват официалния химн за Зимните олимпийски игри в Торино през 2006 г.

## Биография
Роден е на 16 май 1951 г. Музикалната му кариера започва през 1965 г. През 1972 г. излиза албума му „Un piccolo grande amore“ („Една малка голяма любов“), който добива голяма популярност. Едноименният сингъл се продава в 800 000 екземпляра само за една седмица Албумът му „La vita é adesso“ („Животът е сега“) остава на върха на класациите в продължение на 27 седмици.

## Дискография
- Claudio Baglioni (1970)
- Un cantastorie dei giorni nostri (1971)
- Questo piccolo grande amore (1972)
- Gira che ti rigira amore bello (1973)
- E tu... (1974)
- Sabato pomeriggio (1975)
- Solo (1977)
- E tu come stai? (1978)
- Strada facendo (1981)
- Alè-oò (1982)
- La vita è adesso (1985)
- Assolo (1986)
- Oltre (1990)
- Assieme (1992)
- Ancorassieme (1992)
- Io sono qui (1995)
- Attori e spettatori (1996)
- Anime in gioco (1997)
- Da me a te (1998)
- A-Live (1998)
- Viaggiatore sulla coda del tempo (1999)
- Acustico (2000)
- In Canto tra pianoforte e voce (2001)
- Sono io, l'uomo della storia accanto (2003)
- Crescendo e cercando (2005)
- Tutti qui – Collezione dal 1967 al 2005 (2005)
- Gli altri tutti qui – Seconda collezione dal 1967 al 2006 (2006)
- Quelli degli altri tutti qui (2006)
- Q.P.G.A. (2009)
- Un piccolo Natale in più (2012)
- Con Voi (2013)

## Филмография
- Братко Слънце, сестрице Луна – 1972 на Франко Дзефирели (изпява три песни)
- Една малка голяма любов – 2009 на Рикардо Дона